# Massacres des Polonais en Volhynie
 (mars 2018).
Si vous disposez d'ouvrages ou d'articles de référence ou si vous connaissez des sites web de qualité traitant du thème abordé ici, merci de compléter l'article en donnant les références utiles à sa vérifiabilité et en les liant à la section « Notes et références ».
Front de l’Est

Prémices :
- Campagne de Pologne
- Guerre d'Hiver

Guerre germano-soviétique :
- 1941 : l'invasion de l'URSS

- Opération Barbarossa

Front nord : 
- Guerre de Continuation
- Opération Silberfuchs
- Siège de Léningrad

Front central : 
- 2e bataille de Brest-Litovsk
- Bataille de Białystok–Minsk
- 1re bataille de Smolensk
- Bataille de Kiev

Front sud : 
- Siège d'Odessa
- Campagne de Crimée

- 1941-1942 : la contre-offensive soviétique

Front nord : 
- Poche de Demiansk
- Poche de Kholm

Front central : 
- Bataille de Moscou

Front sud : 
- Seconde bataille de Kharkov

- 1942-1943 : de Fall Blau à la 3e bataille de Kharkov

Front nord : 
- Offensive de Siniavino
- Opération Iskra
- Bataille de Krasny Bor
- Opération Poliarnaïa Zvezda

Front central : 
- Opération Mars

Front sud : 
- Bataille du Caucase (opération Fall Blau)
- Bataille de Stalingrad
- Opération Uranus
- Opération Saturne
- Offensive d'Ostrogojsk-Rossoch
- Offensive de Voronej-Kastornoe
- Opération Gallop
- Opération Étoile
- Troisième bataille de Kharkov

- 1943-1944 : libération de l'Ukraine et de la Biélorussie

Front central : 
- 2e bataille de Smolensk
- Opération Bagration

Front sud : 
- Bataille de Koursk
- Bataille du Dniepr
- Offensive Dniepr-Carpates
- Offensive de Crimée
- Offensive de Lvov-Sandomir

- 1944-1945 : campagnes d'Europe centrale et d'Allemagne

Allemagne : 
- Offensive Vistule-Oder
- Offensive de Poméranie orientale
- Siège de Breslau
- Offensive de Prusse-Orientale
- Bataille de Königsberg
- Bataille de Seelow
- Bataille de Bautzen
- Bataille de Berlin
- Capitulation allemande

Front nord et Finlande : 
- Guerre de Laponie
- Offensive Leningrad-Novgorod
- Bataille de Narva

Europe orientale : 
- Opération Margarethe
- Insurrection de Varsovie
- Soulèvement national slovaque
- Opération Panzerfaust
- Bataille de Budapest
- Opération Frühlingserwachen
- Offensive de Vienne
- Insurrection de Prague
- Offensive de Prague
- Bataille de Slivice

Front d’Europe de l’Ouest

Campagnes d'Afrique, du Moyen-Orient et de Méditerranée

Bataille de l’Atlantique

Guerre du Pacifique

Guerre sino-japonaise

Les massacres des Polonais en Volhynie (ukrainien : Волинська трагедія - Tragédie volhynienne, polonais : Rzeź wołyńska - Massacre volhynien, allemand : Massaker von Wolhynien - Massacre de Volhynie) sont des meurtres de masse de civils polonais commis par des membres de l'Armée insurrectionnelle ukrainienne (UPA) pendant la Seconde Guerre mondiale, entre 1942 et 1944.
Les historiens[réf. souhaitée] estiment qu'à cette occasion jusqu'à 100 000 civils polonais ont été tués. Dans la même période, des milices polonaises exterminèrent des milliers de paysans ukrainiens. Aujourd'hui encore, les deux parties se rejettent la responsabilité du déclenchement des massacres, s'en accusant mutuellement. Il reste probable que le conflit fut encouragé, voire provoqué par l'Allemagne nazie qui occupait alors la région[réf. souhaitée]. Ces massacres ont été qualifiés de génocide par le Parlement polonais le 22 juillet 2016.

## Contexte
En septembre 1939, en application des clauses secrètes du pacte germano-soviétique, la Pologne est occupée à l'ouest par les forces du Troisième Reich et à l'est, dont la Volhynie, par les Soviétiques. Les Ukrainiens commencent alors à entreprendre des actions hostiles vis-à-vis des Polonais à l'instigation de la propagande soviétique, mais très vite, c'est le NKVD qui fait la loi. La situation s'aggrave en 1941, après l'attaque de l'Union soviétique par les troupes allemandes (Opération Barbarossa). Une partie de la communauté ukrainienne, espérant la formation d'un pays indépendant, collabore avec les Allemands ou s'engage dans des actions hostiles aux autres groupes ethniques dans la région (Polonais, Juifs, Tchèques). Les Ukrainiens commencent à former des groupes de résistance qui deviennent une véritable armée de guérilla.

## Massacres
En 1942 les éléments locaux de l'UPA commencèrent à attaquer la minorité polonaise afin de « nettoyer » la Volhynie. La première attaque connue fut contre le village d'Oborkin le 13 novembre 1942 dans le canton de Łuck, où les Ukrainiens assassinèrent 50 Polonais. Malgré cela la majorité des Polonais considérèrent cet événement comme un cas isolé résultant de groupes désorganisés de bandits et personne ne pensait que cela allait se reproduire[réf. nécessaire]. Le membre de l'Institut de la mémoire nationale, Władyslaw Filar, lui-même témoin des massacres, affirme qu'il est impossible d'établir si ces événements furent un jour planifiés. Il n'y a pas de preuves documentées que l'UPA et l'Organisation des nationalistes ukrainiens (OUN) aient pris la décision d'exterminer les Polonais de Volhynie.
Le 9 février 1943, la colonie de Parośło dans le canton de Sarny est attaquée et 173 Polonais sont assassinés. Plus tard, en mars 1943, quelque 5 000 policiers ukrainiens prirent les armes et s'enfuirent dans les forêts de Volhynie. L'historien américain Timothy Snyder considère que cet événement marque le début des opérations de l'UPA à une grande échelle. Dans la nuit du 22 et 23 avril 1943  des groupes ukrainiens attaquèrent la colonie modèle de Janowa Dolina, tuant 600 personnes et incendiant tout le village. La présence de 1 000 soldats de la Wehrmacht n'empêcha pas cette action, ce qui permet de supposer une silencieuse collaboration entre les deux forces. Les survivants polonais étaient ceux qui avaient trouvé refuge auprès des familles ukrainiennes amies comme celle des Karwan.
Entre mai et juin 1943, les attaques se multiplièrent. Dans le canton polonais de Sarny, quatre villages furent brûlés le 12 mai 1943, dans celui Kostopol 170 habitants du village de Niemodlin furent tués le 24 mai 1943, dans celui de Włodzimierz Wołynski, tous les manoirs et exploitations des nobles furent brulés dans la nuit du 24 au 25 mai 1943 et le 28 mai 1943, les habitants de Staryki sont tous massacrés. Ces actions furent montées par de nombreuses unités et paraissaient coordonnées. Il serait cependant exagéré d'affirmer que les massacreurs reçurent un appui général des Ukrainiens et pourtant leur réalisation n'eût pas été possible sans la collaboration des Ukrainiens locaux.
Jusqu'en juillet 1943 le nombre de Polonais assassinés en Volhynie est estimé à 15 000 mais celui des pertes totales (morts, blessés, déportés en Allemagne pour les travaux et fugitifs) atteint 150 000[réf. nécessaire].
Pourtant, deux délégués du gouvernement polonais de Londres, Zygmunt Rumel et Krzysztof Markiewicz, accompagnés d'un groupe d'officiers du mouvement de résistance AK, opérant dans la région, tentèrent de négocier avec les chefs de l'UPA. Ils furent cependant tous assassinés le 10 juillet 1943 dans le village de Kustycze. Ce jour-là, des unités, que l'on attribue à l'UPA, encerclèrent et attaquèrent les villages polonais et les colonies dans les trois cantons de Kowel, Horochów et Włodzimierz Wołynski. En trois jours une série de massacres fut déclenchée et beaucoup de témoins ont confirmé les déplacements de village en village des unités de l'UPA poursuivant leur besogne contre les civils polonais. Dans le canton de Horochów, on a enregistré 23 attaques, 15 dans celui de Dubien et 28 dans celui de Włodzimierz. Les événements commencèrent à 3 heures du matin et les Polonais n'avaient pas les moyens d'y échapper. Après les massacres, les villages furent systématiquement incendiés et brûlés jusqu'aux fondations. Selon les peu nombreux survivants, l'action a été soigneusement préparée puisque quelques jours auparavant avaient eu lieu des réunions dans les villages ukrainiens où l'UPA expliquait aux habitants la nécessité de l'extermination des Polonais jusqu'à la septième génération, sans faire exception de ceux qui ne parlaient plus le polonais[réf. nécessaire].
Encore en juillet, le village de Gorów fut attaqué : 480 habitants tués, 70 survécurent. Dans la colonie d'Orzeszyn l'UPA assassina 270 personnes sur 340. Dans le village de Sadowa, sur 600 habitants seulement 20 survécurent, à Zagaje quelques-uns sur 350. En septembre, dans le village de Wola Ostrowiecka, 529 personnes furent exterminées dont 220 enfants de moins de 14 ans et à Ostrówki 438 dont 246 enfants. En septembre 1992, on a procédé à l'exhumation des victimes dans ces deux villages.
L'historien Norman Davies dans son ouvrage No Simple Victory fournit une courte et brutale description des massacres. Il écrit : « Les Juifs de la région avaient disparu assassinés par les Allemands (entre 1941 et 1942), (…) en 1943-44 la haine de l'UPA tomba sur les Polonais sans défense (…). Les villages furent brûlés. Les prêtres catholiques taillés en pièces ou crucifiés. Les églises brûlées avec tous les fidèles qui s'y étaient réfugiés. Les fermes isolées, attaquées par des bandes d'hommes armés de fourches et de couteaux de cuisine. Les victimes égorgées, les femmes enceintes transpercées par la baïonnette, les enfants tranchés en deux (…). Les auteurs ne pouvaient pas déterminer l'avenir de la province mais pouvaient envisager que son futur serait sans les Polonais. Les survivants furent rapatriés (1944-1946) comme le furent leurs compatriotes de la Biélorussie et de la Lituanie. Ils furent remplacés par les Russes. En 1991 l'Ukraine occidentale (Galicie orientale et Volhynie) formait partie de la République d'Ukraine indépendante. »
Timothy Snyder décrit les massacres : « les partisans ukrainiens brûlaient les maisons, en tirant sur ceux qui tentaient d'en échapper, forçant de la sorte les occupants d'y rester et utilisaient faux et fourches pour tuer ceux qui étaient pris à l'extérieur. Dans certains cas les décapités, les crucifiés, les démembrés ou les éventrés étaient montrés afin d'obtenir des Polonais qui restaient qu'ils s'enfuissent en abandonnant pour toujours leurs lieux de vie. » [réf. nécessaire]
L'historien ukrainien de Lviv, Youryi Kiritchouk, a écrit que les massacres avaient été le fruit des temps historiques de Jeremi Wiśniowiecki et Maxime Krivonis. Les scènes survenues dans les villages de Volhynie étaient similaires à celles des massacres de Niemirów en Podolie (propriété des Potocki) en 1648 et en 1768. C'était, selon lui, une « guerre de paysans ». Władysław et Ewa Siemaszko, auteurs de Génocide de la population polonaise de Volhynie effectué par les nationalistes ukrainiens 1939-1945 confirment cette idée des atrocités d'un autre temps, celui des hajdamaks et cosaques (soulèvement de Bogdan Khmelnitski au XVIIe siècle et de la koliyvchtchina au XVIIIe siècle).
En juillet 1943, les Ukrainiens attaquèrent 167 villages. Cette vague dura cinq jours jusqu'au 16. On peut affirmer aussi que l'UPA continua le nettoyage ethnique dans les zones rurales jusqu'à ce que la majorité des Polonais eût fui les villages et fût déportée par les Allemands à l'Ouest ou assassinée ou expulsée. Par exemple, entre le 1er et le 3 août 1943, un groupe de 8 chariots de fugitifs du village Kudranka (commune de Ludwipol, canton de Kostopol, voïévodie de Łuck), fut anéanti dans la colonie de Leonówka. Un autre groupe de dix chariots tenta une sortie et, après avoir essuyé deux attaques ukrainiennes sur la route de Tuczyn, fut sauvé par un détachement de la Wehrmacht et s'installa à Równe. Là, les fuyards restèrent deux semaines protégés par la présence allemande, et les familles acceptèrent la déportation en direction de Breslau où, après trois semaines de séjour à la gare de triage, elles trouvèrent travail et logement dans les exploitations agricoles de la région. Ces mêmes familles allaient constituer les premiers Polonais dits « rapatriés » avant l'heure dans les territoires donnés à la Pologne par les vainqueurs de l'Allemagne lors de la conférence de Potsdam en 1945. Un troisième groupe effrayé par la nouvelle du massacre se cacha dans les forêts des environs rencontrant des Juifs qui y vivaient depuis un an. Ces derniers furent « autorisés » par les Ukrainiens de l'UPA à sortir de leurs cachettes pour occuper les maisons polonaises. Enregistrés et contraints d'y rester, les Juifs de Kudranka et des environs furent massacrés à la hache et au couteau à la fin de décembre 1943 par les bandes de paysans ukrainiens. Ensuite, le village fut détruit jusqu'aux fondations afin de n'y laisser aucune trace de la présence polonaise.

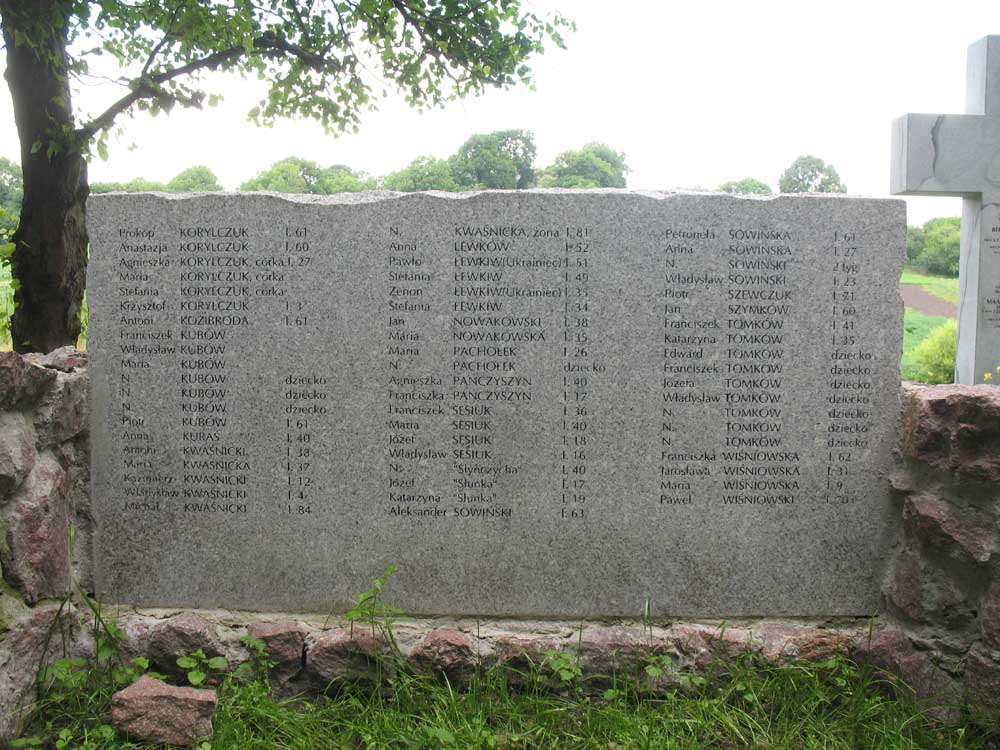
Monument aux victimes assassinées par l'UPA.

Pendant la période de Noël 1943, une nouvelle vague d'attaques contre la population polonaise eut lieu dans les cantons (powiat) de Rówień, Łuck, Kowel et Włodzimierz. Des unités de combat de l'UPA avec l'aide directe de la population civile ukrainienne, attaquèrent les habitations polonaises. Après les massacres, les groupes de civils (composés essentiellement de femmes) qui suivaient, pillèrent systématiquement les domiciles des victimes.
À partir de 1944, ces actions s'estompèrent en Volhynie, et la vague d'assassinats massifs se déplaça vers la Galicie orientale, dans les zones de Léopol (Lwów), Stanisławów et Tarnopol, à la suite de la décision de la direction de l'OUN.
Adam Kruchelek, l'historien de la maison d'édition de l'IPN (Institut de la mémoire nationale de Lublin, affirme que les massacres de 1943 eurent lieu d'abord dans la zone orientale de Volhynie, dans les cantons de Kostopol et Sarny en mars, se déplaçant vers l'Ouest, en avril dans les cantons de Krzemieniec Wołynski (Kremenets), Równe, Dubno et Łuck, l'apogée du mois de juillet s'étant déroulé dans les cantons de Kowel, Horochów et Włodzimierz Wołynski puis en août dans celui de Lubomel. Cet historien écrit aussi que les chercheurs polonais considèrent entre autres que les dirigeants ukrainiens élaborèrent d'abord le plan de chasser les Polonais mais les événements leur échappèrent des mains et ils en perdirent le contrôle.
L'armée et les forces de police allemandes voulaient ignorer presque toujours ces conflits ethniques, même s'il existe des rapports selon lesquels les Allemands fournissaient des armes aussi bien aux Ukrainiens qu'aux Polonais. Ces rapports ne sont toutefois pas fondés sur des preuves incontestables. Des unités allemandes spéciales, constituées de policiers ukrainiens ou polonais, qui collaboraient avec eux, ont aussi trempé dans l'affaire et certains de leurs crimes ont été attribués à l'AK ou à l'UPA.

## Débat
Avant 1940, dans l'ancienne voïévodie de Volhynie vivaient 350 000 Polonais (17 % de la population totale) dont une partie fut victime de déportations massives causées par les Soviétiques entre 1940 et 1941 (elles ont touché les représentants de l'État polonais, les membres de l'intelligentsia et les propriétaires fonciers). Les Ukrainiens participèrent au génocide des Juifs polonais, avec ou sans les Allemands, dès l'entrée de la Wehrmacht en juin 1941 et surtout lors de la liquidation des ghettos en 1942. 200 000 Juifs, citoyens polonais, périrent dans la Shoah, surtout par balles.
À partir de 1942 et surtout l'année suivante commencèrent des actes barbares où l'assassinat était associé aux mutilations par découpe ou arrachage de membres, ou encore par « éventration » et « éviscération ». Des massacres de cette nature ne se sont vus dans l'Europe de cette époque que dans les Balkans, le génocide croate opéré par les Oustachis d'Ante Pavelić sur les Serbes présentant ainsi des similitudes mais avec une différence de taille malgré des expulsions ponctuelles et des conversions forcées au catholicisme, la population serbe s'est maintenue au sein de l'État fantoche qui voulait s'en purifier. Par ailleurs, les « génocides » ordonnés par ces états furent exécutés par des formations spécialisées et en uniforme : Einsatzgruppen der Sicherheitspolizei et Sicherheitsdienst pour les Allemands, le NKVD pour les Soviétiques. Dans le cas ukrainien, il y avait bien sûr les groupes structurés de l'UPA de Bandera et, en Volhynie, des formations concurrentes, partisans de Tarass Boulba et de Andriy Melnyk. Il y avait aussi des formations issues des membres de la police ukrainienne créée par les Allemands dans la seconde moitié de 1941 et qui désertèrent au début de 1943, mais il y avait surtout des dizaines de milliers de paysans ukrainiens, formés parfois en groupes d'autodéfense (Samoobronni Kouchtchovi Viadidy), auxiliaires de l'UPA de fait, qui participèrent aux grandes actions de nettoyage des Polonais, des gens au-milieu desquels ils habitaient, armés de haches et de fourches, et qui formaient ainsi une sorte d'arrière-ban de l'UPA.
Les femmes, les adolescents et même les enfants y prirent part, se chargeant de voler les biens des morts, d'incendier les bâtiments et de porter le dernier coup aux blessés. Tout cela se déroula en dépit de la mixité des populations, de leur bon voisinage, voire de leur amitié déclarée, dont les victimes avaient auparavant fait l'expérience. C'est pour cela que Władysław et Ewa Siemaszko, auteurs du livre en question et qui décrivent les faits avec un naturalisme presque gênant, insistent sur le terme de génocide commis par les Ukrainiens et non par les nationalistes ukrainiens comme le voudrait Wiktor Poliszczuk, les auteurs adoptant ainsi le même point de vue que celui du président de l'Allemagne, Roman Herzog, qui a parlé à Varsovie en 2004, des crimes commis par les Allemands, et non des crimes commis par les Nazis.
Ces mêmes auteurs abordent aussi un autre problème qui relève de la spécificité de ces massacres, celui de couples mixtes. En effet, les bourreaux obligeaient le conjoint ukrainien à assassiner son propre conjoint polonais. Ce degré supplémentaire de barbarie n'a pas été signalé dans le cas de couples polono-russes ni dans celui de couples germano-juifs (dans le cas du professeur Karl Jaspers, dont le couple vécut durant des années dans le Suizidbereitsschaft et pour qui il n'a jamais été question d'assassiner son conjoint juif). Paradoxe supplémentaire, ce génocide fut accompli par des Ukrainiens, citoyens de la République de Pologne, habitants de ses territoires orientaux, qui avaient rarement démontré une quelconque loyauté à l'égard de l'État polonais de l'entre-deux-guerres mais dont certains, après la guerre, utiliseront cette citoyenneté, parfois grâce aux documents d'identité de leurs victimes assassinées, afin d'être considérés comme des « rapatriés » et partir en direction de la Pologne, dans les frontières dessinées à Yalta et vers les zones d'occupation occidentales en Allemagne, pour y recevoir le statut de réfugiés et émigrer en Amérique du Nord (au Canada en particulier).
Les historiens ont la certitude qu'en 1943, le chef de l'UPA pour la Volhynie, Klym Sawur (ou Savour) donna l'ordre de liquidation de la population polonaise habitant les 11 cantons (powiats) de la voïévodie, hommes, femmes, enfants et vieillards. L'idée, l'acceptation et l'exécution de l'ordre étaient conformes à l'idéologie nationaliste de l'OUN et l'UPA : au nom du peuple, on peut tout faire et même exterminer. La minorité polonaise de ces territoires orientaux aspirait au maintien de l'État polonais dans ses frontières précédent l'invasion soviétique alors que la minorité ukrainienne voulait la création d'un État ukrainien indépendant sur les mêmes territoires. Les deux parties proposaient leur soutien aux belligérants en échange d'une future autonomie ethnique et culturelle. L'appartenance de Léopol (Lwów ou Lviv) à l'une ou l'autre nation cristallisait leur antagonisme.
Selon l'historien Grzegorz Motyka, connaisseur des événements volhyniens, aucune des deux parties ne voulait et ne pouvait céder. Le conflit polono-ukrainien s'avéra vite inévitable. L'ordre de Klym Sawur n'aurait pas dû peser si lourdement si les massacres n'auraient pas dû avoir lieu(phrase grammaticalement incorrecte et obscure). L'UPA décida de liquider tous ceux qui empêchaient l'action libératrice de ses partisans. Le slogan « Il n'y aura pas de Polonais, il n'y aura pas de problème en Volhynie » fut mis en œuvre dans sa forme la plus sanguinaire.
Des historiens de l'Ukraine occidentale, comme de nombreux hommes politiques et de leurs sympathisants, préfèrent taire l'affaire de la tragédie de Volhynie ou parler de deux vérités à propos de ces mêmes événements : polonaise et ukrainienne. Ainsi, la partie ukrainienne évoque et excuse ces événements en en cherchant la cause dans les injustices commises localement par la Pologne entre 1918 et 1939, et dans les crimes et la supposée collaboration de l'AK avec les Allemands entre 1941 et 1943.
La discussion sur la Volhynie fut difficile sous les communistes, Moscou et Kiev considéraient l'OUN et l'UPA comme des organisations criminelles. Le statut de combattant fut refusé à ses anciens membres. Leurs dirigeants furent souvent déportés au goulag mais pour d'autres « crimes » que ceux commis sur les Polonais volhyniens. Les communistes n'ont jamais accepté les aspirations nationales à créer un État ukrainien indépendant, d'autant plus qu'il se serait agit d'un État non communiste. Jusqu'en 2003, l'UPA était considérée par Kiev comme une organisation de résistance à caractère criminel. La déclaration commune de 1997 des présidents ukrainien Leonid Koutchma et polonais Aleksander Kwaśniewski, où il était question du sang polonais versé en Volhynie entre 1942 et 1943, n'évoquait en rien le caractère criminel de ces événements et ne fut en fait qu'un dialogue de salon sans impact sur les deux sociétés. Le grand débat d'historiens « Pologne-Ukraine. Questions difficiles » dont la Volhynie fut l'un des thèmes les plus importants mais aussi le plus difficile, n'a pas atteint l'opinion publique, malgré le partenariat stratégique déclaré entre les deux États.

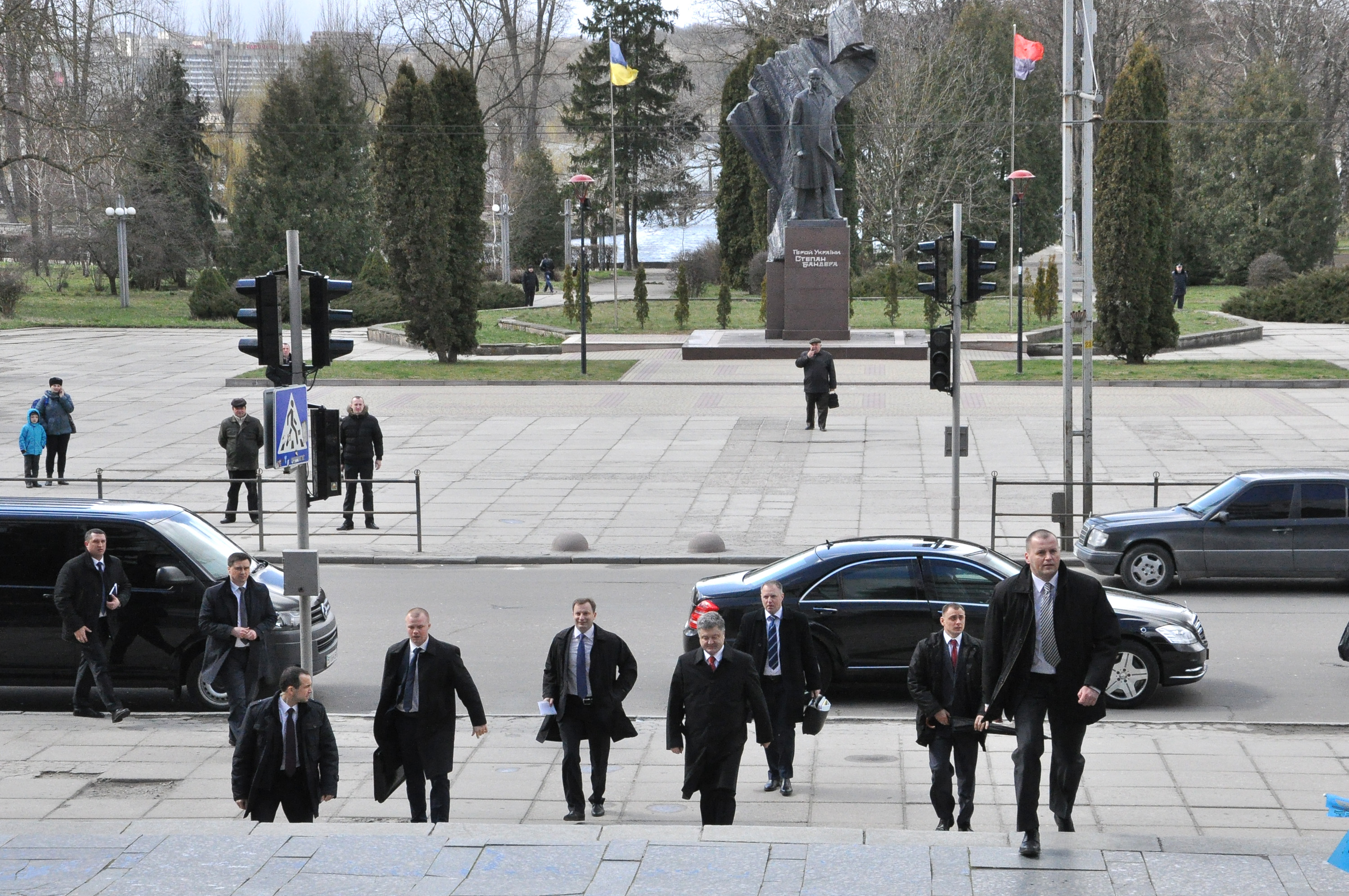
Monument à Stepan Bandera à Ternopil.

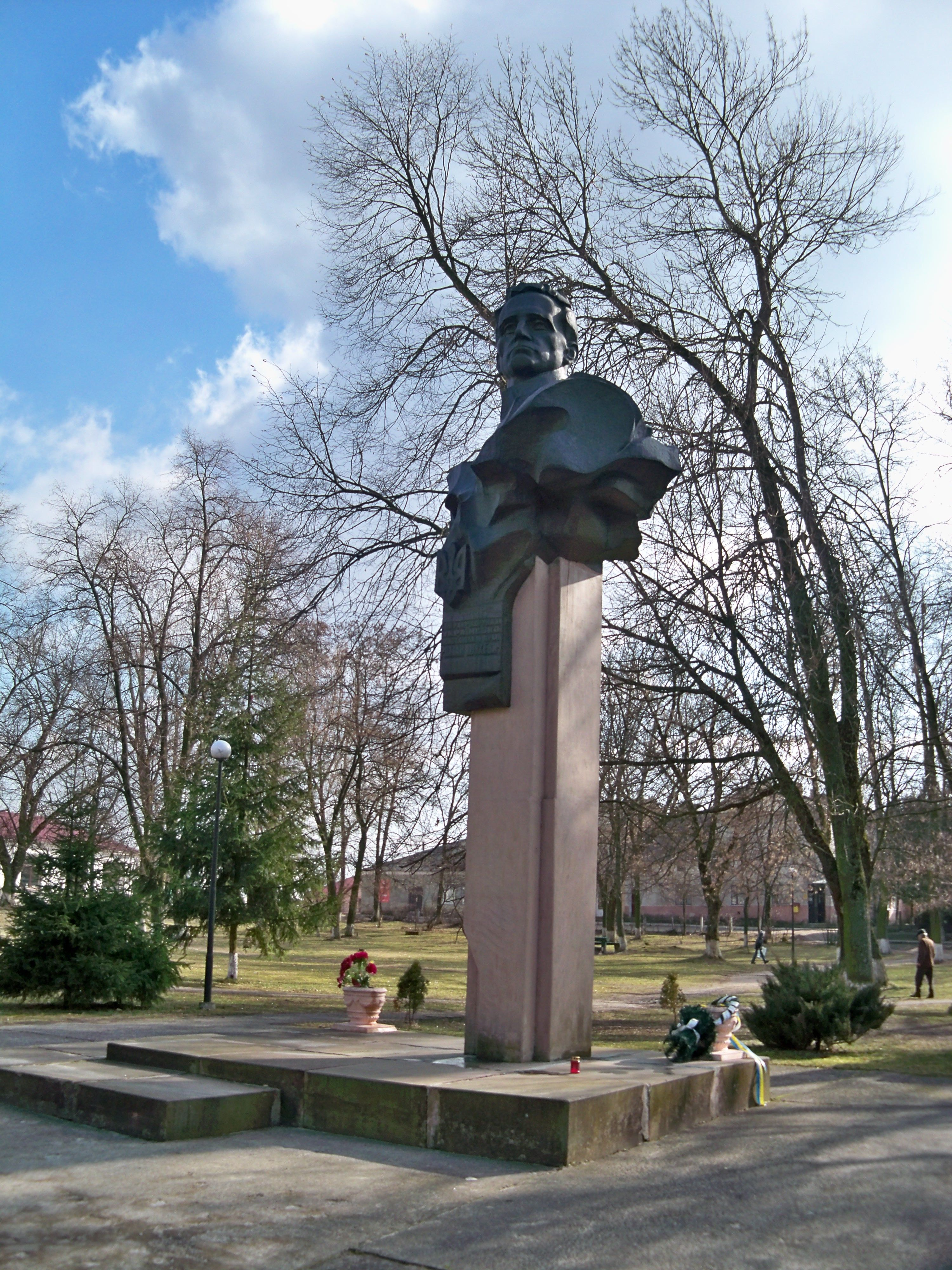
Monument à Roman Choukhevytch.

Les préparatifs en Pologne à l’occasion du soixantième anniversaire de ces événements ont été perçus par certains milieux en Ukraine comme une tentative d’exploiter une crise politique latente, visant à affaiblir la position de Kiev au sein de l’Union européenne et à obtenir un acte de contrition jugé inapproprié. Dans un premier temps, les autorités ukrainiennes se sont abstenues de tout commentaire sur ces initiatives commémoratives. En février 2003, le président Leonid Koutchma a toutefois déclaré que « les crimes contre l’humanité ne peuvent être justifiés » et que « la vérité, même amère, concernant le passé, ne saurait pas nuire aux bonnes relations entre les deux États ».
À la même période, Viktor Medvedtchouk, alors chef de l’administration présidentielle et personnalité politique influente réputée pour sa proximité avec le pouvoir russe, est également intervenu. Il a désigné « les chefs initiateurs et les exécutants de l’OUN et de l’UPA » comme responsables des actes de nettoyage ethnique perpétrés contre la population polonaise. Selon lui, « l’État ukrainien devrait condamner l’extermination de la population polonaise en Volhynie et Galicie orientale et la société devrait l’y aider », ajoutant que « ni les forces politiques qui enfoncèrent la Volhynie puis la Galicie orientale dans l’anarchie et les pogroms, ni leurs héritiers jusqu’à aujourd’hui, n’ont trouvé en eux le courage pour porter la responsabilité morale de la tragédie volhynienne ».

## Nombre de victimes
Le nombre exact de victimes civiles polonaises reste inconnu, les différentes estimations variant de 35 000 à 100 000 pour la Volhynie et, selon les sources, de 100 000 à 500 000 pour l'ensemble du territoire de l'Ukraine. Les actions de représailles entreprises par l'Armée de l'intérieur (Armia Krajowa) polonaise ont également coûté la vie de 10 000 à 20 000 civils ukrainiens. Une partie des morts peut également être attribuée à l'action de la police sous les ordres des Allemands ou aux partisans soviétiques qui ont aussi opéré dans la région.
En Pologne, l'Institut de la mémoire nationale (IPN) conduit maintenant[Quand ?] des investigations à ce sujet et a déjà collecté quelque 10 000 pages de documents et rapports.
Dans les années 2010, des efforts ont lieu pour arriver à une réconciliation entre Polonais et Ukrainiens au-delà de ces événements tragiques,. Elles se heurtent toutefois à des réticences les années suivantes.